# 216
216 (CCXVI na numeração romana) foi um ano bissexto do século III do Calendário Juliano, da Era de Cristo, teve início a uma segunda-feira  e terminou a uma terça-feira, as suas letras dominicais foram G e F (52 semanas).
| Ano completo                            |
| --------------------------------------- |
| Ano bissexto com início à segunda-feira |

## Eventos

### Por lugar

#### Império Romano
- São construídas em Roma as Termas de Caracala.
- Caracala anexa a Armênia.
- Caracala sonha em reviver as conquistas asiáticas de Alexandre, o Grande. Quando os gregos de Alexandria zombam de suas pretensões, ele os mata.
- A basílica de Léptis Magna, encomendada por Sétimo Severo, é concluída.

#### Ásia
- Cao Cao se torna rei dos Wei.

### Por assunto

#### Religião
- O Mitraísmo, surgido na Pérsia, é difundido entre muitos dos soldados romanos que servem na Ásia.

## Nascimentos
- Fu Qian, general do reino de Shu (m. 263).

## Mortes
- São Clemente de Alexandria (data aproximada).
- São Narciso de Jerusalém (data aproximada).
- Cui Yan (n. 163).
- Huo Jun.
- Mao Jie, ministro de Cao Cao.
- Zhang Lu, general da Dinastia Han.

| Calendário gregoriano                                                        | 216 CCXVI                       |
| Ab urbe condita                                                              | 969                             |
| Calendário arménio                                                           | -336 – -335                     |
| Calendário bahá'í                                                            | -1628 – -1627                   |
| Calendário budista                                                           | 760                             |
| Calendário chinês                                                            | 2912 – 2913                     |
| Calendário copta                                                             | -68 – -67                       |
| Calendário etíope                                                            | 208 – 209                       |
| Calendários hindus - Vikram Samvat - Calendário nacional indiano - Cáli Iuga | 271 – 272 137 – 138 3316 – 3317 |
| Calendário Holoceno                                                          | 10216                           |
| Calendário islâmico                                                          | 419 BH – 418 BH                 |
| Calendário judaico                                                           | 3976 – 3977                     |
| Calendário persa                                                             | 406 BP – 405 BP                 |
| Calendário rúnico                                                            | 466                             |
| Calendário solar tailandês                                                   | 759                             |